# Emil Körner
Bernard Emil (Emilio) Körner (Henze) (Gut Wegwitz, Wallendorf, 10 oktober 1847 – Berlijn, 25 maart 1920) was van 1900 tot 1910 opperbevelhebber van het Chileense leger.

## Biografie
Emil Körner werd op 10 oktober 1847 geboren op het landgoed (Gut) Wegwitz in het Saksische Wallendorf als zoon van Ludwig Körner en Alwina Henze. Zijn vader had een landbouwbedrijf en was grondbezitter (Gutsbesitzer) en was de neef van de dichter Theodor Körner (1791-1813). Anders dan de wens van zijn vader wilde Emil geen landbouwer worden en nam dienst in het Pruisische leger en nam deel aan de Duitse Oorlog (1866) als artillerist. In 1867 werd hij bevorderd tot vaandrig. Na de oorlog volgde hij enige cursussen om zich als militair verder te bekwamen. Hij nam deel aan de Frans-Duitse Oorlog van 1870 als commandant van een batterij en nam deel aan de befaamde slag bij Sedan die de Pruisische overwinning verzekerde. Wel raakte Körner tijdens deze slag gewond aan zijn been. Na zijn herstel nam hij deel aan het beleg van Parijs (september 1870 tot januari 1871).
Na de Franse capitulatie keerde hij naar het nieuwe, verenigde Duitsland terug en werd toegelaten tot de militaire academie van Berlijn (1871), toentertijd de meest prestigieuze en modernste militaire opleiding van Duitsland. Zij medestudenten waren Paul von Hindenburg en Jacob Meckel. De chef van de generale staf, Helmut von Moltke, zond hem op studiereis naar Frankrijk, Italië, Spanje en Rusland. Uiteindelijk bereikte hij de rang van kapitein.

### In Chili
In 1885 was de Chileense regering van president Domingo Santa María naarstig op zoek naar militaire instructeurs om het Chileense leger te moderniseren. Hoewel Chili als grote overwinnaar uit de Salpeteroorlog (1879-1884) was gekomen en daardoor een van de machtigste naties van het Amerikaanse zuidelijke halfrond was geworden, moest het zijn leger blijven moderniseren om deze machtspositie vast te kunnen houden. De Chileense regering bewonderde het moderne Duitse leger en verzocht de Duitse regering om adviseurs en instructeurs te zenden. De Duitse regering hapte meteen toe, dit was een uitgelezen kans om de Duitse invloed in Zuid-Amerika te vergroten. De Duitse regering benaderde kapitein Körner om als instructeur naar Chili te gaan. Deze ging gaarne op dit aanbod in: in Duitsland was het vrijwel onmogelijk om als niet-adellijk officier verder carrière te maken, maar het Chileense leger bood die mogelijkheid wel.
In Chili werd Körner docent aan de Escuela Militar del Libertador Bernardo O'Higgins, de belangrijkste militaire academie van het land. Zijn voornaamste taak was een nieuwe lichting officieren via de Pruisische methode op te leiden. Hierbij speelden discipline en een Spartaanse levensstijl een belangrijke rol. Het belangrijkste van deze methode was echter dat men openstond voor de modernste militaire technieken. In opdracht van Körner richtte de Chileense regering in 1887 de Academia de Guerra del Ejército de Chile, een eliteschool, op. Studenten aan de bovengenoemde militaire opleidingen kregen Pruisische uniformen - inclusief de befaamde Pickelhaube - aangemeten.
Een van de taken die de Duitse regering aan Körner had meegegeven was dat hij de Chileense regering moest overtuigen om lucratieve wapendeals met Duitse wapenfabrikanten te sluiten. Kapitein Körner, die op vertrouwelijke voet stond met talrijke regeringsfunctionarissen, slaagde er samen met medewerkers van de Duitse diplomatieke missie in, dat Chili in 1890 overging tot de aankoop van zware wapens bij het Krupp-concern in plaats van bij de Franse concurrent de Bange.
In 1887 huwde hij met Mathilde Junge (1866-1929), de dochter van de Duitse consul in Santiago, Christian Albert Junge (1829-1906), koopman, en Isabella Gabler.

### Chileense Burgeroorlog

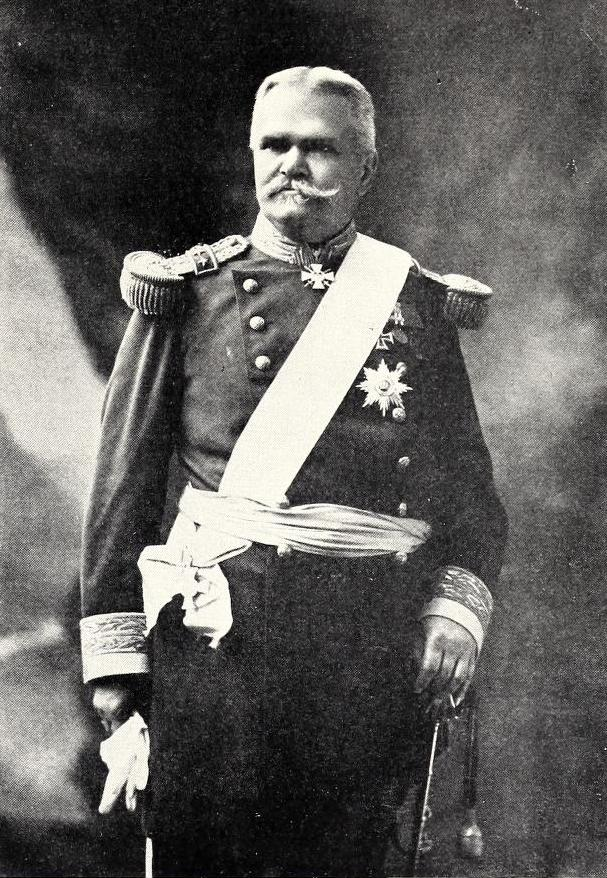
Emil Körner in het uniform van een generaal van het Chileense leger

Tijdens de Chileense Burgeroorlog (1891) koos Körner de zijde van het Congres tegen de regering van president José Manuel Balmaceda. Dit was een gevoelige klap voor de regering omdat met het overlopen van Körner naar de rebellen een groot deel van het officierskorps hem hierin volgde. De reden dat Körner de kant van de aanhangers van het Congres koos, was dat zijn zwager actief was binnen de rebellenbeweging. Körner werd gedurende de burgeroorlog bevorderd tot generaal-majoor.
Het rebellenleger behaalde de overwinning en versloeg het regeringsleger van president Balmaceda. Op 3 november 1891 werd Körner bevorderd tot brigadegeneraal.

## Inspecteur-generaal van het Chileense leger
Na de burgeroorlog voltooide Körner de volledige hervorming van het Chileense leger naar Pruisisch model en werd benoemd tot chef van de generale staf (1892) en opperbevelhebber (1897). In 1895 zond president Jorge Montt – voorheen opperbevelhebber van de Chileense strijdkrachten tijdens de burgeroorlog – in opdracht van Körber 30 jonge officieren naar Duitsland voor een opleiding. Op initiatief van Körber voerde president Montt de dienstplicht in.
In 1900 werd generaal-majoor Körner benoemd tot inspecteur-generaal van het Chileense leger. Hij vervulde deze taak tot 1910 toen hij ontslag nam uit actieve dienst en naar Duitsland terugkeerde. Tijdens de Eerste Wereldoorlog was hij rapporteur voor het Chileense ministerie van Oorlog.
Emil Körner overleed in Berlijn maar het was zijn wens om in Chili begraven te worden. Zijn lichaam werd in 1924 overgebracht naar Chili, zijn tweede vaderland. In 1928 werd hem van regeringswege een praalgraf geschonken.

## Overzicht bevorderingen

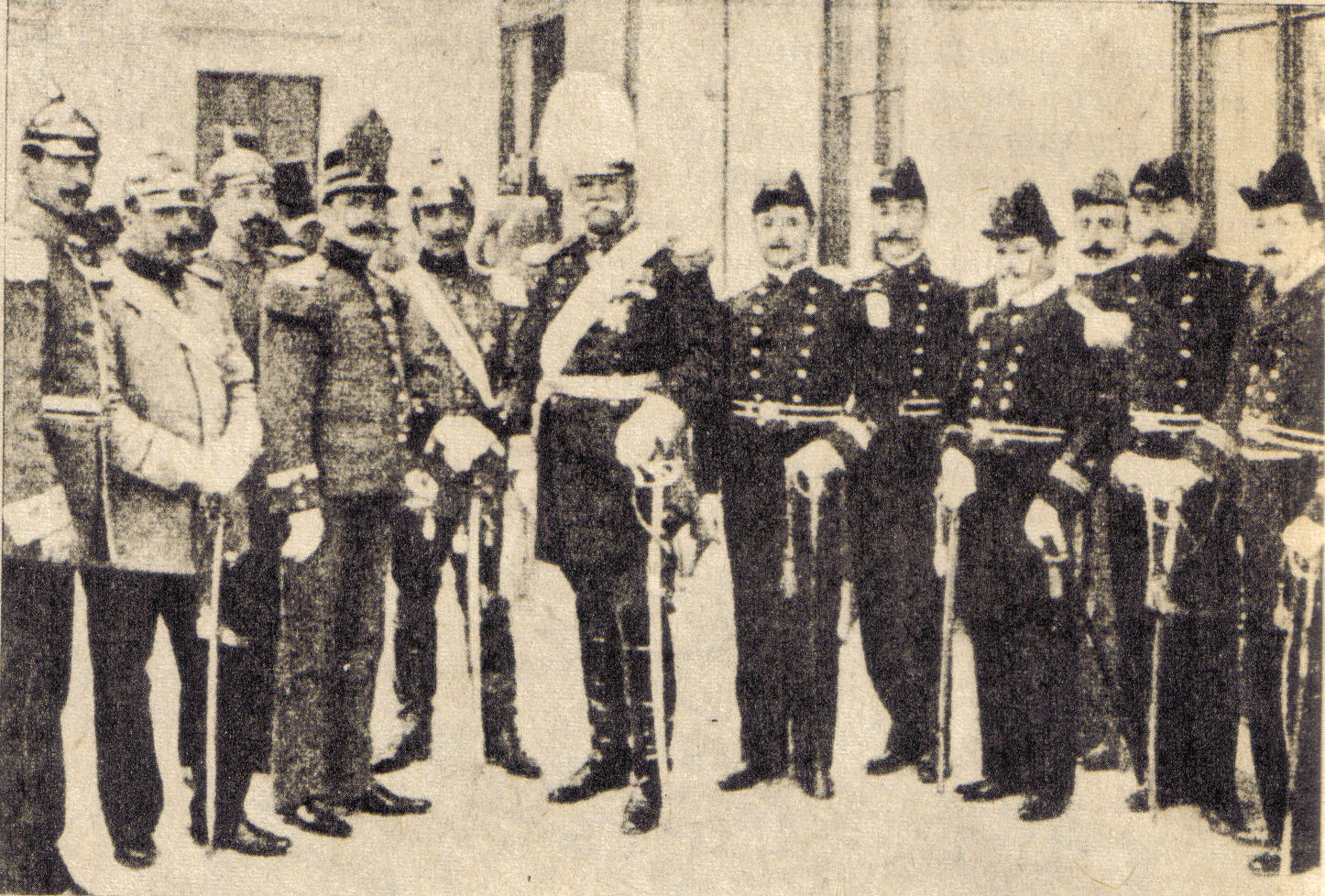
Inspecteur-generaal Emil Körner (m.) geflankeerd door hoge officieren van de landmacht (l.) en de marine (r.)

- 25 februari 1867: vaandrig (Pruisen)
- 28 februari 1868: tweede luitenant (Pruisen)
- 13 mei 1875: eerste luitenant (Duitsland)
- 30 maart 1881: kapitein (Duitsland)
- 1886: luitenant-kolonel (Chili)
- 1891: generaal-majoor (Chili)
- 1891: brigadegeneraal (Chili)
- 1900: inspecteur-generaal (Chili)